# Epidemia (album Tewu)
Epidemia – trzeci album studyjny polskiej grupy muzycznej Tewu. Wydawnictwo ukazało się 24 listopada 2012 roku nakładem wytwórni muzycznej RPS Enterteyment w dystrybucji Fonografiki. Gościnnie w nagraniach wzięli udział Solei, WSRH, Carma, Sheri, Żary, Żeton, Specyfiq, Viruz oraz Mdm. Materiał wyprodukował lider zespołu Dono, a także Toman. Dodatkowe partie instrumentów zarejestrowali Grzegorz Bagiński (gitara), Tomasz Bienka (gitara), Dawid Tomanka (perkusja), Grzegorz Czaja (instrumenty klawiszowe), Paweł Pyszkowski (instrumenty klawiszowe) oraz Aleksandra Kania (flet poprzeczny).

## Lista utworów
Opracowano na podstawie materiału źródłowego.
1. „Intro”
2. „Epidemia”
3. „Rejon gniewu”
4. „Chaos” (gościnnie: Solei)
5. „Świry” (gościnnie: WSRH)
6. „Byle się nie sku”
7. „Kim oni są” (gościnnie: Carma, Sheri)
8. „Lepiej nie podchodź” (gościnnie: Żary)
9. „Bądźmy wszyscy k... a naturalni”
10. „Nienawidzą nas 2” (gościnnie: Żeton)
11. „Nie bój się” (gościnnie: Specyfiq, Viruz, Solei)
12. „Słuchasz właśnie” (gościnnie: Mdm)
13. „Dawaj, dawaj”
14. „Wiara czyni cuda” (gościnnie: Siloe)
15. „Tel skit”
16. „Złe wiadomości”
17. „Bo chodzi o to”